# 3 août 1965
Le mardi 3 août 1965 est le 215e jour de l'année 1965.

## Naissances
- Andy Denzler, artiste suisse
- Beatrice Weder di Mauro, économiste suisse
- Christiaan Bakkes, écrivain sud-africain
- Jang Seoknam, poète sud-coréen
- Jordi Sans, joueur de water-polo espagnol
- Mark Stent, ingénieur du son et réalisateur britannique
- Vincent Perrot, journaliste français, animateur de radio et de télévision

## Décès
- Bruce Manning (né le 15 juillet 1902), producteur de cinéma américain
- Georges Le Roy (né le 28 février 1885), acteur français
- Max Gumpel (né le 23 avril 1890), nageur et joueur de water-polo sudéois
- Ward Allen (né le 11 mai 1924), violoneux et compositeur canadien